# The Scarlet Drop
The Scarlet Drop é um filme norte-americano de 1918, do gênero faroeste, dirigido por John Ford e estrelado por Harry Carey. O filme encontra-se conservado no Getty Images.

## Elenco
- Harry Carey ... 'Kaintuck' Harry Ridge
- Molly Malone ... Molly Calvert
- Vester Pegg ... Marley Calvert
- Betty Schade ... Betty Calvert
- Millard K. Wilson ... Graham Lyons (como M.K. Wilson)
- Martha Mattox ... Mammy
- Steve Clemente ... Buck (como Steve Clemento)